# وزلی (بازیکن فوتبال، زاده ۲۰۰۵)
وزلی (انگلیسی: Wesley؛ زادهٔ ۵ مارس ۲۰۰۵) بازیکن فوتبال اهل برزیل است که در حال حاضر برای النصر عربستان در پست مهاجم بازی می‌کند.
وی همچنین در تیم ملی فوتبال زیر ۲۰ سال برزیل بازی کرده است.

## دوران باشگاهی

### کورینتیانس
وزلی که در سائو پائولو زاده شد، در سال ۲۰۱۶ به آکادمی جوانان کورینتیانس پیوست و در ردهٔ سنی زیر ۱۱ سال بازی کرد. در ۱۲ آوریل ۲۰۲۲، نخستین قرارداد حرفه‌ای‌اش را با این باشگاه امضا کرد و به توافقی سه‌ساله رسید.
وزلی نخستین بازی‌اش را برای تیم اصلی در ۲۰ آوریل ۲۰۲۲ انجام داد؛ او در نیمهٔ دوم به‌جای گوستاوو سیلوا وارد زمین شد تا در تساوی ۱–۱ خارج از خانه برابر پورتوگزا-RJ در جام حذفی فوتبال برزیل ۲۰۲۲ به میدان برود. او نخستین بازی‌اش در سری آ برزیل را در ۷ ژوئن همان سال انجام داد و باز هم به‌جای گوستاوو وارد زمین شد؛ این بازی با شکست ۱–۰ مقابل کویابا همراه بود.
وزلی نخستین گل حرفه‌ای خود را در ۱ اوت ۲۰۲۳ به ثمر رساند؛ او گل پیروزی‌بخش را در برد خانگی ۲–۱ برابر نیوولز اولد بویز در کوپا سودآمریکانا ۲۰۲۳ زد. در ۲۸ آوریل سال بعد، او دو گل در پیروزی ۳–۰ خانگی برابر فلومیننزه به ثمر رساند.

### النصر
در ۳۰ اوت ۲۰۲۴، وزلی با قراردادی چهار ساله به باشگاه النصر در لیگ حرفه‌ای عربستان سعودی پیوست.
او در نوامبر ۲۰۲۴ نخستین گلش را برای این باشگاه در لیگ قهرمانان آسیا الیت ۲۰۲۴–۲۵ به ثمر رساند؛ گل چهارم تیمش برابر العین، مدافع عنوان قهرمانی را زد و سپس پاس گل پنجم را نیز داد؛ هر دو در کمتر از ۱۱ دقیقه.

## زندگی شخصی
پدر وزلی، ولادیمیر، نیز فوتبالیست بود و در تیم‌های دسته‌پایین پرتغال و بلژیک بازی می‌کرد.